# Robert Sutherland Rattray
Robert Sutherland Rattray, également connu sous le nom de capitaine RS Rattray, né en 1881 en Inde et mort en 1938, est avocat et titulaire d'un diplôme d'anthropologie d'Oxford.

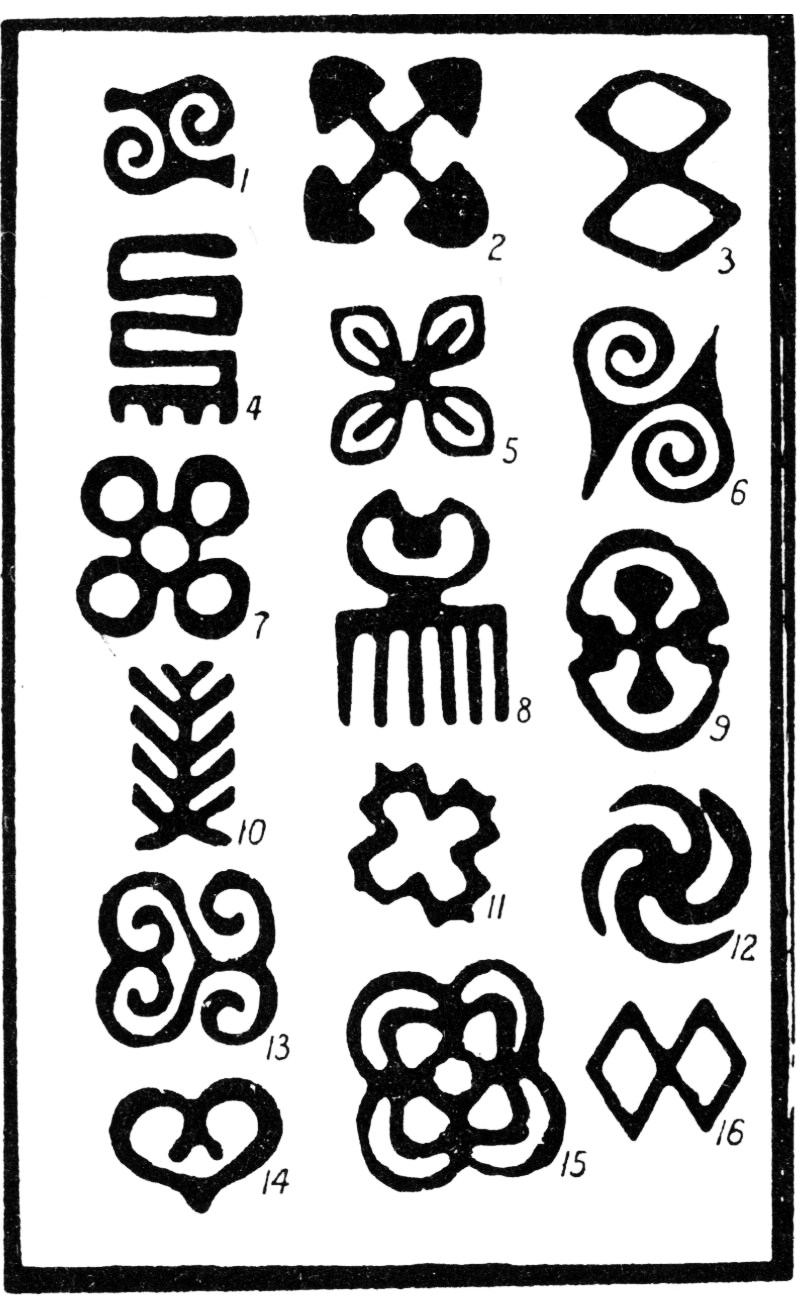
Symboles adinkra traditionnels étudiés par Rattray, symbolisant des valeurs, souvent accompagnés de proverbes associés au symbole

Il est l'un des premiers africanistes et étudie les Ashantis. Il est l'un des premiers auteurs à étudier l'Awalé et les poids à peser l'or. Un parc d'attractions construit par l'Assemblée métropolitaine de Kumasi est nommé parc Rattray en sa mémoire. Les Ashantis le surnomment Amoako (piment) en référence à sa chevelure rouge ainsi qu'à son courage et sa détermination. 

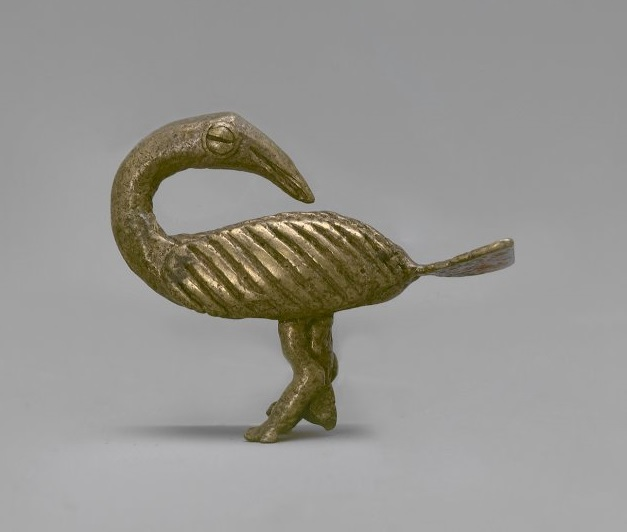
Exemple de poids à peser l'or décrit par Rattray. Symbolise le proverbe « Il faut se tourner vers le passé pour avancer ».

## Biographie
Rattray nait en Inde de parents écossais. Son père et son grand-père ont servi dans l'Indian Civil Service. En tant que scout, il se rend en Afrique du Sud et participe à la Guerre des Boers. Durant ce séjour, il observe les Chewa sur lesquels il publie un livre en 1907 pour en présenter le folklore. Cette publication lui permet d'intégrer l'Exeter College d'Oxford.
En 1906, il rejoint le service des douanes de la Côte-de-l'or. En 1911, il devient commissaire adjoint du district d'Ejura, situé au nord de Mampong. En contact avec les Ashantis et les Haoussas, il publie en 1913 Hausa Folk-Lore, Customs and Proverbs. Il poursuit sa formation à Oxford en parallèle et apprend de nombreuses langues locales ce qui l'amène à être nommé à la tête de l'Anthropological Department of Ashanti en 1921 dans le contexte de l'Indirect rule.
Il prend sa retraite en 1930. Il est tué alors qu'il pilotait un planeur en 1938.

## Actions de préservation de la culture ashantie
Lors de la création d'un tout nouveau département d'anthropologie à Ashanti dans les années 1920, Rattray a été chargé de mener des investigations sur la loi et la constitution d'Ashanti. L'objectif était d'apporter un soutien aux administrateurs coloniaux dans la gouvernance des Ashantis. En occupant un poste au sein du département d'anthropologie à Ashanti, Rattray s'est lancé dans des recherches approfondies et étendues sur divers aspects tels que la religion Ashanti, les lois douanières, l'art, les croyances, les contes populaires, ainsi que les proverbes. Grâce à ses interactions personnelles avec les habitants d'Ashanti, il a développé une compréhension intime de leur culture, ce qui transparaît dans ses réflexions et son écriture nuancée à leur égard.
En effet, la culture et la société ahsnatie est perçue par Rattray comme menacée par la présence Britannique. Il se donne pour objectif d'accumuler une somme de connaissances afin d'orienter la politique du gouvernement colonial. Il se positionne rapidement en tant qu'interlocuteur privilégié entre les autorités et les ashantis.

## Collections ethnographiques
Comme beaucoup d'anthropologues de son époque, Rattray collecte de nombreux objets ethnographiques pendant son séjour en Afrique, prend des photographies, retranscrit des contes populaires et des informations linguistiques et expérimente l'enregistrement sonore. Ces matériaux se sont retrouvés pour la plupart dans les collections du Pitt Rivers Museum de l'Université d'Oxford , bien que de plus petites collections se trouvent au British Museum. Ses documents de terrain sont conservés dans les archives du Royal Anthropological Institute (Royaume-Uni). 

## Critiques de ses travaux
Longtemps considéré comme l'auteur de référence pour l'étude de la société Ashanti, son travail a également fait l'objet de nombreuses critiques le qualifiant de trop romantique ou de faire de la sympathie culturelle envers les Ashantis. Toutefois, le principal reproche de son travail est son désintérêt pour l'histoire et l'accent trop important donné aux traditions orales. L'époque de son séjour est le théâtre d'une importante explosion économique autour de la culture du cacao et de modernisations dont il ne fait jamais mention alors que sa fonction primaire, dans l'administration coloniale, est de faire un état des lieux des activités locales.
Gérard Pescheux dit observer un effet de mode néfaste au sein des nouvelles générations d'historiens et d'ethnologues qui dénigrent systématiquement le travail de Rattray : « ils croient s'affranchir en tuant le père ». Il lui reconnait les qualités d'un homme qui « à bien des égards, était en avance sur son temps ». À l'inverse, les détenteurs de titre de noblesse ashanti soulignent unanimement la qualité du travail et des traductions de Rattray qu'ils considèrent comme le meilleur connaisseur occidental car il a effectué son travail de l'intérieur.

## Travaux
- Vernon Blake, "L'esthétique d'Ashanti".
- Folklore haoussa, traduit de l'original de Maalam Shaihua, 1913, 2 volumes.
- Proverbes Ashanti : l'éthique primitive d'un peuple sauvage : traduit de l'original avec des notes grammaticales et anthropologiques, 1916 (répub. 1969). Avec une préface de Sir Hugh Clifford.
- Ashanti, 1923.
- (éd.) Religion et art en Ashanti, Oxford University Press, 1927.
- Loi et Constitution Ashanti, 1929.
- Contes populaires Akan-Ashanti. Recueilli et traduit par... RS Rattray... et illustré par des Africains de la colonie de la Gold Coast , 1930.
- Les tribus de l'arrière-pays Ashanti Oxford : Clarendon Press, 2 vols. , 1932.
- Une grammaire élémentaire Mōle avec un vocabulaire de plus de 1000 mots à l'usage des fonctionnaires des territoires du nord de la Gold Coast. Presse Clarendon, 1918.
- Proverbes Ashanti (L'éthique primitive d'un peuple sauvage) traduits de l'original avec des notes grammaticales et anthropologiques. (1916).